# Экзопланета

Четыре экзопланеты в системе HR 8799 вращаются вокруг звезды

Экзоплане́та (от др.-греч. ἔξω, exō — «вне», «снаружи»), или внесолнечная планета,— планета, находящаяся за пределами Солнечной системы.
Долгое время задача обнаружения планет возле других звёзд оставалась неразрешённой, так как планеты чрезвычайно малы и тусклы по сравнению со звёздами, а сами звёзды находятся далеко от Солнца (ближайшая — на расстоянии 4,24 световых года).
Первые экзопланеты были обнаружены в конце 1980-х годов. Сейчас такие планеты стали открывать благодаря усовершенствованным научным методам, зачастую на пределе их возможностей. Подавляющее большинство открытых экзопланет обнаружено с использованием различных непрямых методик детектирования, а не визуального наблюдения из-за сложности такого метода (хотя в настоящее время он активно развивается, и количество открытых прямым наблюдением планет увеличивается благодаря вводу в строй новых инструментов).
Большинство известных экзопланет — газовые гиганты и более походят на Юпитер, чем на Землю. Это объясняется ограниченностью методов обнаружения (легче обнаружить короткопериодичные массивные планеты).
По состоянию на середину августа 2025 года достоверно подтверждено существование 7598 экзопланет в 5203 планетных системах, из которых в 1057 имеется более одной планеты (если же учитывать лишь объекты с массой менее 13 MJup, то, соответственно, известны 6046 планет в 4539 планетных системах, из которых в 993 имеется более одной планеты). Количество надёжных кандидатов в экзопланеты также велико; так, по проекту «Кеплер» на апрель 2025 года число кандидатов — около 2000, а по проекту «TESS» на апрель 2025 года — более 4800 кандидатов, однако для получения ими статуса подтверждённых планет требуется их повторная регистрация с помощью наземных телескопов. 

Общее количество экзопланет в галактике Млечный Путь оценивается не менее чем в 100 миллиардов, из которых от 5 до 20 миллиардов, возможно, являются «землеподобными»; в октябре 2020 года учёные подсчитали общее число возможно обитаемых экзопланет в галактике Млечный путь, их число составляет около 300 миллионов. Также, согласно текущим оценкам, около 34 % солнцеподобных звёзд имеют в обитаемой зоне планеты, сравнимые с Землёй. Общее количество планет вне Солнечной системы, напоминающих Землю и обнаруженных по состоянию на август 2016 года, составляет 216.
Ближайшая к Земле экзопланета — Проксима Центавра b.

## Определение

### IAU
Официальное определение термина планета, используемое Международным астрономическим союзом (МАС), относится только к Солнечной системе и, следовательно, не применимо к экзопланетам. В 2001 году Рабочая группа МАС по внесолнечным планетам опубликовала заявление о позиции, содержащее рабочее определение «планеты», которое было изменено в 2003 году. Экзопланета определяется по следующим критериям:
- Объекты с минимальными массами ниже предельной массы для термоядерного синтеза дейтерия (в настоящее время она составляет 13 масс Юпитера для объектов с солнечной металличностью), которые вращаются вокруг звёзд или их остатков, являются «планетами» (независимо от того, как они образовались). Минимальная масса/размер, необходимые для того, чтобы внесолнечный объект считался планетой, должны быть такими же, как в Солнечной системе.
- Субзвёздные объекты с минимальной массой, превышающей предельную массу для термоядерного синтеза дейтерия, являются «коричневыми карликами», независимо от того, как они образовались и где находятся.
- Свободно плавающие объекты в молодых звёздных скоплениях с массой ниже предельной массы для термоядерного синтеза дейтерия не являются «планетами», а относятся к «субкоричневым карликам» (или к любому другому подходящему названию).

Это рабочее определение было изменено Комиссией F2 Международного астрономического союза по экзопланетам и Солнечной системе в августе 2018 года. Официальное рабочее определение экзопланеты теперь звучит так:
- Объекты с минимальной массой ниже предельной массы для термоядерного синтеза дейтерия (в настоящее время она составляет 13 масс Юпитера для объектов с солнечной металличностью), которые вращаются вокруг звёзд, коричневых карликов или остатков звёзд и имеют соотношение массы с центральным объектом ниже нестабильности L4/L5 являются «планетами» (независимо от того, как они образовались).
- Минимальная масса/размер, необходимые для того, чтобы внесолнечный объект считался планетой, должны быть такими же, как в нашей Солнечной системе.

### Альтернативные определения
Рабочее определение Международного астрономического союза используется не всегда. Одно из альтернативных предложений состоит в том, что планеты следует отличать от коричневых карликов по способу их формирования. Широко распространено мнение, что гигантские планеты формируются путём аккреции ядра, в результате чего иногда могут образовываться планеты с массой, превышающей порог термоядерного синтеза дейтерия. Возможно, уже были обнаружены массивные планеты указанного типа. Коричневые карлики образуются как звезды в результате прямого гравитационного коллапса газовых облаков и этот механизм образования также приводит к образованию объектов, размер которых ниже предела в 13 MJ и может достигать 1 MJ. Объекты в этом диапазоне масс, которые вращаются вокруг своих звезд с расстояниями в сотни или тысячи астрономических единиц (AU) и имеют большое соотношение масс звезды и объекта, вероятно, сформировались как коричневые карлики; их атмосферы, вероятно, имеют состав, более похожий на их звезду-хозяина, чем планеты, образованные аккрецией, которые имели бы повышенное содержание более тяжелых элементов. Большинство планет, обнаруженных с помощью прямых наблюдений по состоянию на апрель 2014 года, массивны и имеют широкие орбиты, поэтому, вероятно, относятся к маломассивным коричневым карликам. Одно исследование предполагает, что объекты массой выше 10 MJ образовались в результате гравитационной нестабильности и их не следует считать планетами.
Кроме того, предел массы в 13 масс Юпитера не имеет точного физического обоснования. Синтез дейтерия может происходить в некоторых объектах с массой ниже этого предела. Количество слившегося дейтерия в некоторой степени зависит от состава объекта. В 2011 году в Энциклопедию внесолнечных планет были включены объекты с массой до 25 масс Юпитера. В статье говорилось: «Тот факт, что в наблюдаемом спектре масс нет особенностей в районе 13 MJ, подтверждает решение забыть об этом пределе массы». По состоянию на 2016 год этот предел был увеличен до 60 масс Юпитера на основании исследования зависимости массы от плотности. Exoplanet Data Explorer включает объекты с массой до 24 масс Юпитера с примечанием: «разделение на 13 масс Юпитера, предложенное Рабочей группой Международного астрономического союза, физически необоснованно для планет с каменистым ядром и проблематично с точки зрения наблюдений». NASA Exoplanet Archive включает объекты с массой (или минимальной массой) равной или меньшей 30 массам Юпитера. Другим критерием для разделения планет и коричневых карликов, помимо синтеза дейтерия, процесса формирования или местоположения, является преобладание в ядре кулоновского давления или давления электронного вырождения с разделительной линией примерно на уровне 5 масс Юпитера.

### Подтверждение
Экзопланета считается подтверждённой в Архиве экзопланет НАСА, если «различные методы наблюдения выявляют особенности, которые могут быть объяснены только наличием планеты» или аналитическими методами. В Энциклопедии внесолнечных планет «планета считается подтверждённой, если она однозначно упоминается в опубликованной статье или на профессиональной конференции».

## История открытий

Количество экзопланет, открытых разными способами (данные на 2022 год):
Метод лучевых скоростей
Транзитный метод
Визуальное наблюдение
Гравитационное линзирование
Метод тайминга транзитов

Анимация хронологии открытия экзопланет. Цвет точки означает метод открытия. Горизонтальная ось — размер большой полуоси. Вертикальная ось — масса. Для сравнения белым цветом обозначены планеты Солнечной системы

### Теоретические предпосылки и ранние попытки наблюдений
Исторически первым заявлением о возможности существования планетной системы у другой звезды, кроме Солнца, стало сделанное в 1855 году сообщение капитана Джейкоба (Capt. W. S. Jacob), астронома Мадрасской обсерватории (East India Company’s Madras Observatory). В нём сообщалось о высокой вероятности существования «планетарного тела» в двойной системе 70 Змееносца. Позже, в 1890-х годах, астроном Томас Дж. Дж. Си из Чикагского университета и Военно-морская обсерватория США подтвердили наличие в системе 70 Змееносца не светящего тела (невидимого спутника) с периодом обращения в 36 лет, однако расчёты Фореста Мультона опровергают подтверждения, выполненные Си, доказывая неустойчивость подобной системы. Поэтому на данный момент (2016 год) существование планетной системы у звезды 70 Змееносца наукой считается не доказанным. Исследования, проведённые в обсерватории Мак-Дональд в 2006 году, показали, что если у 70 Змееносца есть планета (или планеты), то её (их) масса лежит в пределах 0,46 — 12,8 M⊕, а расстояние до звезды — от 0,05 до 5,2 а. е.
Первые попытки найти планеты вне Солнечной системы были связаны с наблюдениями за положением близких звёзд. Ещё в 1916 году Эдуард Барнард обнаружил красную звёздочку, которая «быстро» смещалась по небу относительно других звёзд. Астрономы назвали её летящей звездой Барнарда. Это одна из ближайших к нам звёзд, с массой в семь раз меньше солнечной. Исходя из этого, влияние на неё потенциальных планет должно было быть заметным. В начале 1960-х годов Питер Ван де Камп объявил, что открыл у неё спутник массой примерно как у Юпитера. Однако Дж. Гейтвуд в 1973 году определил, что звезда Барнарда движется без колебаний и, следовательно, массивных планет не имеет. В 2018 году было объявлено об обнаружении у звезды Барнарда суперземли (GJ 699 b) массой не менее 3,2 массы Земли.
В 1952 году Отто Струве высказал предположение, что «горячие юпитеры» можно было бы обнаруживать путём наблюдения колебаний соответствующей звезды. Однако в течение долгого времени на такие исследования не выделялось телескопное время, так как господствовавшая на тот момент теория отвергала возможность появления «горячих юпитеров» (если бы не это, экзопланеты могли быть обнаружены до 1990-х годов).

### Первые открытия
В конце 1980-х годов многие группы астрономов начали систематическое измерение скоростей ближайших к Солнцу звёзд, ведя специальный поиск экзопланет с помощью высокоточных спектрометров.
Впервые предполагаемая внесолнечная планета была найдена канадцами Б. Кэмпбеллом, Г. Уолкером и С. Янгом в 1988 году у оранжевого субгиганта Гамма Цефея A (Альраи), но её существование было подтверждено лишь в 2002 году.

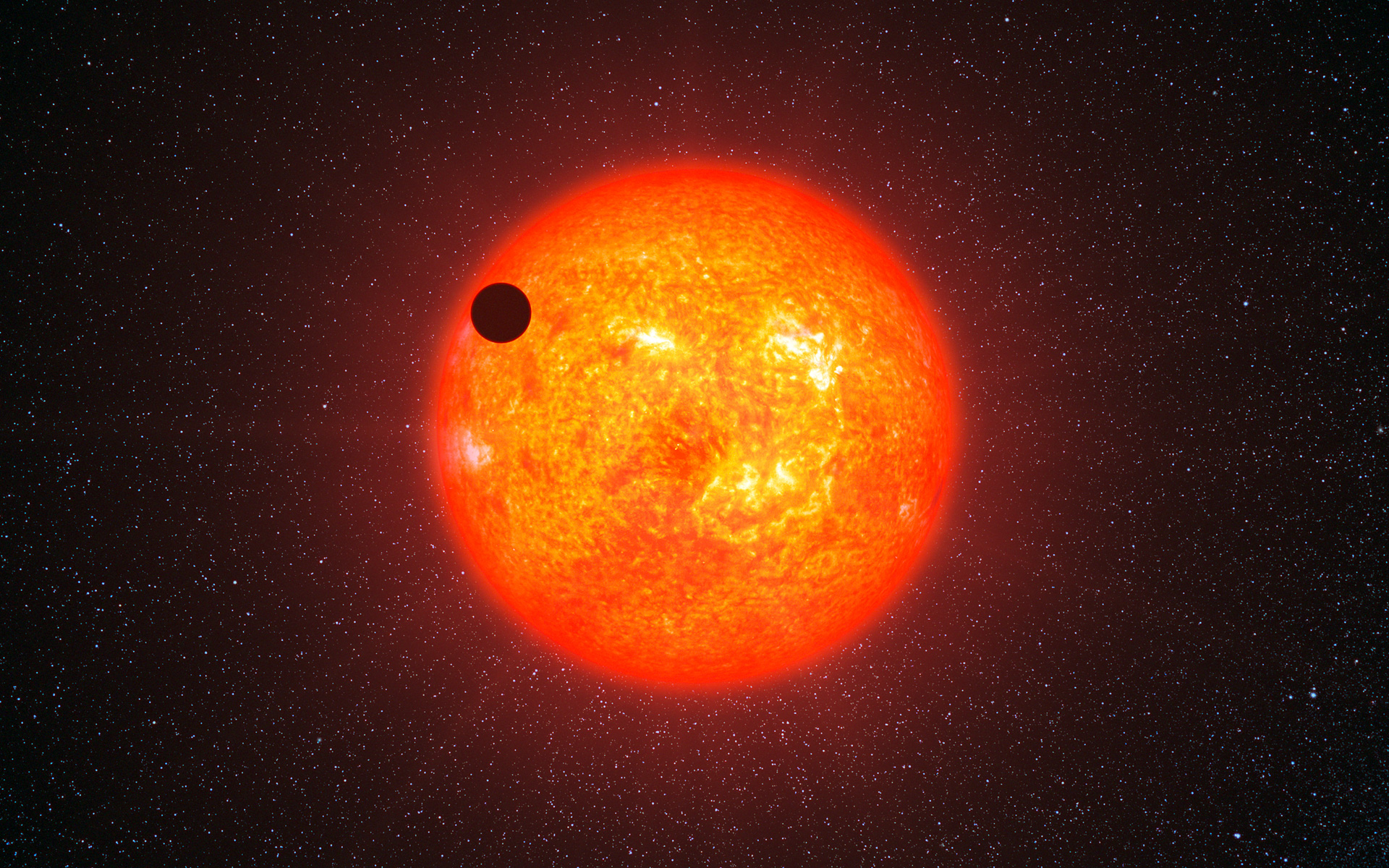
Представление художника о транзите планеты GJ 1214 b перед своей звездой

Первые подтверждённые экзопланеты были обнаружены у нейтронной звезды PSR 1257+12 польским астрономом Александром Вольшчаном в 1991 году; они были признаны вторичными, то есть возникшими уже после взрыва сверхновой.
В 1993 году Стивен Торсетт с коллегами опубликовал доклад, в котором обосновал планетарный статус объекта PSR B1620−26 b.
В 1995 году швейцарские астрономы Мишель Майор и Дидье Кело с помощью сверхточного спектрометра обнаружили покачивание звезды 51 Пегаса с периодом 4,23 сут. Планета, вызывающая покачивания, напоминает Юпитер, но находится в непосредственной близости от светила. В среде астрономов планеты подобного типа называют «горячими юпитерами» (см. типы экзопланет). Это стало первым подтверждённым открытием экзопланеты у звезды главной последовательности.

### Открытия в XXI веке
В дальнейшем путём измерения радиальной скорости звёзд и поиска их периодического доплеровского изменения (метод Доплера) было обнаружено несколько сотен экзопланет.
В августе 2004 года в системе звезды (μ Жертвенника) была обнаружена первая экзопланета типа «горячий нептун». Планета обращается вокруг светила за 9,55 суток на расстоянии 0,09 а.е. Температура на поверхности планеты ~ 900 K (+627 °C), масса планеты ~ 14 масс Земли.
Первая экзопланета типа «суперземля», обращающаяся вокруг нормальной звезды (а не пульсара), была обнаружена в 2005 году около звезды Глизе 876. Её масса — 7,5 масс Земли.
В 2004 году было получено первое изображение (в инфракрасных лучах) кандидата в экзопланеты у коричневого карлика 2M1207.
13 ноября 2008 года впервые удалось получить изображение сразу целой планетной системы — снимок трёх планет, обращающихся вокруг звезды HR 8799 в созвездии Пегаса. Это первая планетная система, открытая у горячей белой звезды раннего спектрального класса А5. Все открытые ранее планетные системы (за исключением планет у пульсаров) были обнаружены вокруг звёзд более поздних классов (F-M).
13 ноября 2008 года также впервые удалось обнаружить планету Фомальгаут b, вращающуюся вокруг звезды Фомальгаут, путём прямых наблюдений.
В 2011 году Дэвид Беннетт из Университета Нотр-Дам (Индиана, США) объявил, что на основе наблюдений 2006—2007 годов, проделанных на 1,8-метровом телескопе Университетской обсерватории Маунт-Джон в Новой Зеландии, открыл с помощью метода микролинзирования десять одиночных юпитероподобных экзопланет. Правда, две из них могут быть высокоорбитальными спутниками ближайших к ним звёзд.
В сентябре 2011 года было объявлено об открытии двух экзопланет KIC 10905746 b и KIC 6185331 b любителями астрономии в рамках проекта «Planet Hunters» по анализу данных, собранных телескопом «Кеплер». При этом упоминалось о 10 кандидатах в планеты, но на тот момент только два из них с достаточной степенью уверенности определялись учёными как экзопланеты. Планеты были найдены добровольными участниками проекта среди данных, которые профессиональные астрономы по тем или иным причинам отсеяли, и если бы не помощь добровольцев, то эти планеты, вероятно, остались бы не открытыми.
5 декабря 2011 года телескопом «Кеплер» была обнаружена первая экзопланета типа «суперземля» в обитаемой зоне — Kepler-22 b.
20 декабря 2011 года телескопом «Кеплер» у звезды Кеплер-20 были обнаружены первые экзопланеты размером с Землю и меньше — Kepler-20 e (радиусом 0,87 земного и массой от 0,39 до 1,67 масс Земли) и Kepler-20 f (0,045 массы Юпитера и 1,03 радиуса Земли).
В 2009 году учёные из Гарвард-Смитсоновского центра астрофизики открыли первую экзопланету типа «суперземля», расположенную от Земли на расстоянии 40 световых лет и предположительно являющуюся планетой-океаном — GJ 1214 b. Последние данные транзитных проходов позволяют судить о наличии у GJ 1214 b протяжённой водородно-гелиевой атмосферы, низком уровне метана и слое облаков на уровне давления 0,5 бар, что не соответствует свойствам атмосферы с устойчивым доминированием водяных паров. Период обращения планеты вокруг звезды — красного карлика — 38 часов, расстояние составляет около 2 миллионов километров. Температура на поверхности планеты составляет примерно 230 °C.
В 2015 году была обнаружена экзопланета 51 Эридана b, похожая на молодой Юпитер.

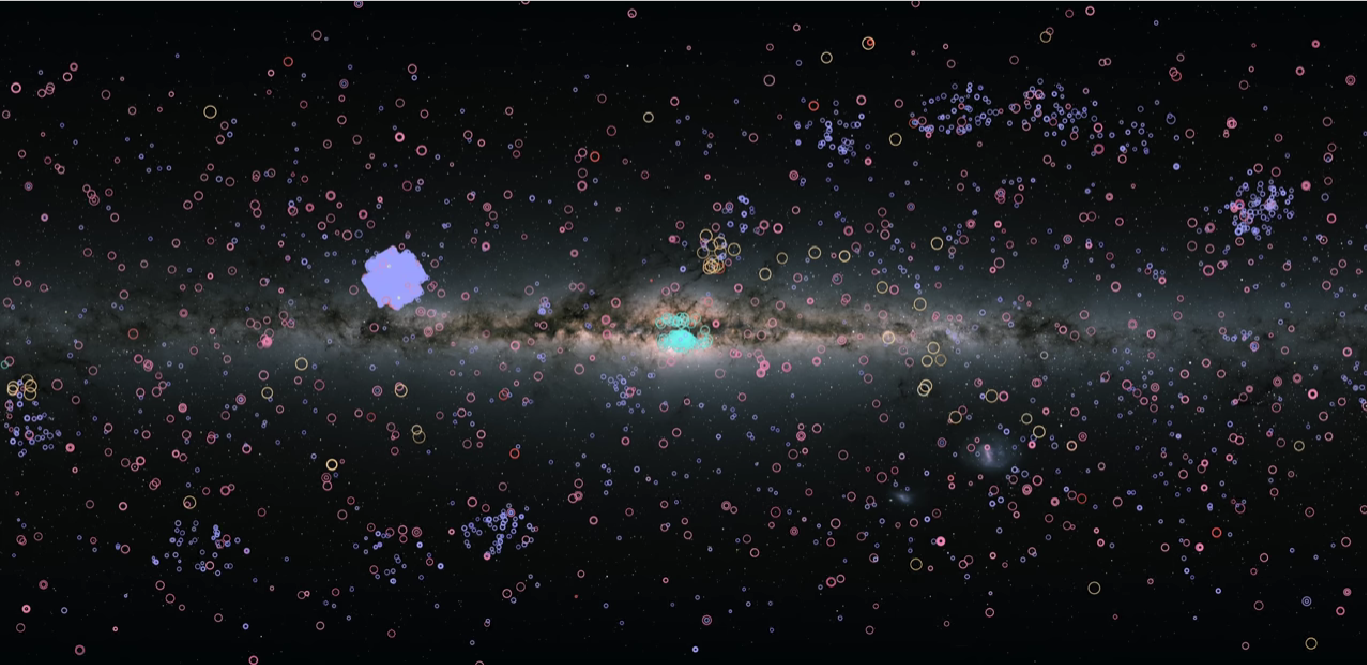
Март 2022

В феврале 2017 года было объявлено, что вокруг звезды TRAPPIST-1 обнаружено семь планет, близких к размеру Земли.
Kepler-47 — первая двойная система, в которой три планеты обращаются вокруг двух звёзд.
В 2021 году была обнаружена экзопланета в галактике М51. Размер планеты примерно равен Сатурну, радиус орбиты около 2 а. е. Открытие пока не подтверждено другими исследователями. Пока это первая из почти 5000 экзопланет, найденная вне нашей галактики Млечный Путь.

## Инструменты и проекты изучения экзопланет

### Астрономические спутники

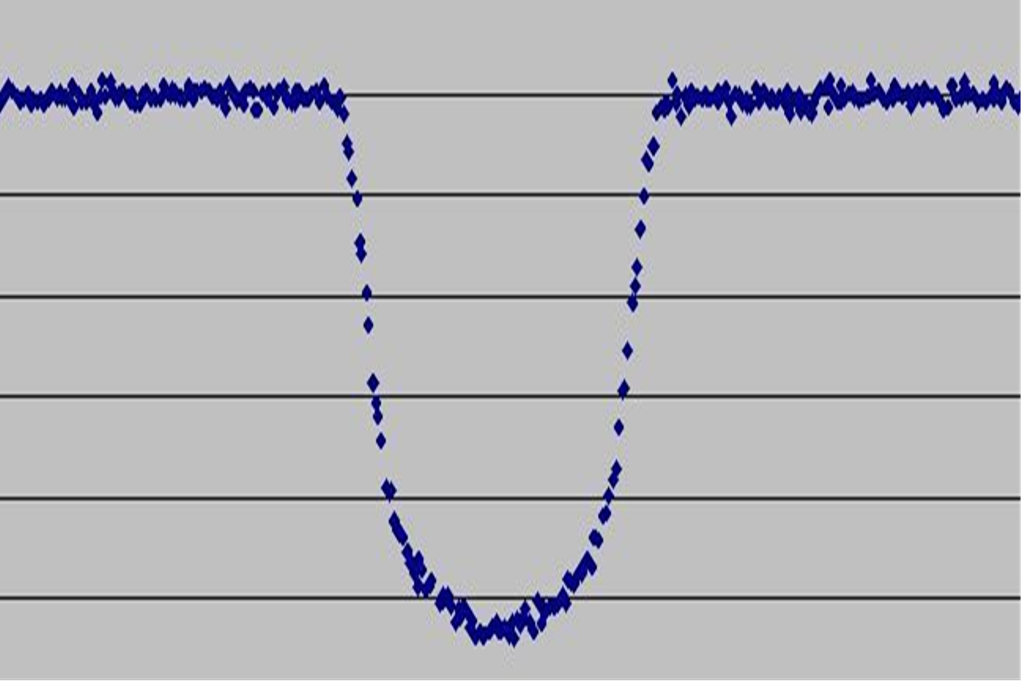
Кривая блеска звезды Kepler-6 по данным телескопа «Кеплер». Изменение блеска вызвано прохождением экзопланеты Kepler-6 b по диску звезды

- COROT (ЕКА) — специализированный 30-сантиметровый орбитальный космический телескоп, снимающий кривые блеска многих звёзд в момент прохождения перед ними планет. Запущен 27 декабря 2006 года. Предполагалось с его помощью обнаружить десятки планет земного типа. К марту 2010 года COROT открыл семь экзопланет и один коричневый карлик.
- «Кеплер» (НАСА) — космический телескоп системы Шмидта с диаметром зеркала 0,95 м, способный одновременно отслеживать 100 тыс. звёзд. Запущен 7 марта 2009 года. Планировалось обнаружить около 50 планет, размерами, идентичными Земле, и порядка 600 планет, в 2,2 раза превосходящих Землю по размеру. «Кеплер» обращается вокруг Солнца по орбите радиусом в одну астрономическую единицу. Расчётный срок эксплуатации был определён в 3,5 года. Позднее было объявлено о продлении миссии до 2016 года, однако в мае 2013 года телескоп вышел из строя[53][54]. К этому времени «Кеплер» достоверно открыл 132 экзопланеты[55]. Список надёжных кандидатов внесолнечных планет содержал 2740 объектов.
- Gaia — космическая обсерватория, выведенная на орбиту 19 декабря 2013 года с целью построения трёхмерной карты нашей Галактики. Предположительно должна будет открыть около 10 тыс. экзопланет.
- TESS — космический телескоп, предназначенный для открытия экзопланет транзитным методом. Успешно запущен в 2018 году.

### Наземные обсерватории
Наземные обсерватории, ведущие наблюдение транзитным методом
- «SuperWASP» — самый успешный наземный телескоп. На 2012 год транзитным методом обнаружил более 70 экзопланет. Состоит из 2-х обсерваторий: «SuperWASP-North» в обсерватории Роке-де-лос-Мучачос на острове Пальма (Канарские острова) и «SuperWASP-South», находящейся в Южноафриканской астрономической обсерватории. Каждая обсерватория состоит из 8 широкоугольных автоматических телескопов с апертурой 111 мм.
- Проект HATNet — сеть 6 автоматических телескопов с широким полем зрения, 4 из которых расположено на обсерватории им. Фреда Лоуренса в Аризоне, 2 — на территории Смитсоновской астрофизической обсерватории на Гавайях. На начало 2012 проектом открыто 33 экзопланеты.

Наземные обсерватории, ведущие наблюдение методом лучевых скоростей (доплеровским методом)
- HARPS — высокоточный спектрограф, установленный в 2002 году на 3,6-метровом телескопе в обсерватории Ла-Силья в Чили. Наблюдение ведётся методом лучевых скоростей. Часть ESO.
- Обсерватория Кека — обсерватория, состоящая из двух крупнейших в мире зеркальных телескопов с сегментированным зеркалом диаметром 10 метров.
- Очень большой телескоп — обсерватория из четырёх одинаковых зеркальных телескопов с монолитным зеркалом диаметром 8,2 метра Планируемые космические телескопы для прямого наблюдения экзопланет
- Habitable Worlds Observatory — космический телескоп с зеркалом не менее 6 метров для прямого наблюдения и спектроскопии землеподобных экзопланет у ближайших солнцеподобных звёзд.
- Нэнси Грейс Роман (телескоп) — космический телескоп с зеркалом 2,4 метра.

Помимо космических миссий, в будущем планируется развивать наземные инструменты. К примеру, на строящемся Чрезвычайно большом телескопе будет установлено оборудование, способное к изучению атмосферы экзопланет.

## Методы поиска экзопланет
1. Метод Доплера — спектрометрическое измерение радиальной скорости звезды. Самый распространённый метод. Позволяет обнаружить планеты с массой не меньше нескольких масс Земли, расположенные в непосредственной близости от звезды, и планеты-гиганты с периодами до примерно 10 лет. Планета, обращаясь вокруг звезды, как бы раскачивает её, и мы можем наблюдать доплеровское смещение спектра звезды. 
 Метод позволяет определить амплитуду колебаний радиальной скорости для пары «звезда — одиночная планета», массу планеты, период обращения, эксцентриситет и нижнюю границу значения массы экзопланеты {\displaystyle M_{j}\sin \alpha }. Угол {\displaystyle \alpha } между нормалью к орбитальной плоскости планеты и направлением на Землю современные методы измерить не позволяют. 
 На ноябрь 2011 года этим методом зарегистрировано 647 планет[57].
2. Транзитный метод — метод, основанный на наблюдении уменьшения светимости звезды при прохождении планеты на её фоне. Позволяет определить размеры планеты, а в сочетании с методом Доплера — плотность планеты. Даёт информацию о наличии атмосферы и её составе. Следует понимать, что этим методом можно обнаружить лишь те планеты, орбита которых лежит в одной плоскости с точкой наблюдения. 
 На ноябрь 2011 года с помощью этого метода обнаружено 185 планет[58].
3. Метод гравитационного микролинзирования. Между наблюдаемым объектом (звездой, галактикой) и наблюдателем на Земле должна быть другая звезда, выступающая в роли линзы и фокусирующая своим гравитационным полем свет наблюдаемой звёздной системы. Если у звезды-линзы есть планеты, то появляется асимметричная кривая блеска, и, возможно, отсутствие ахроматичности. У этого метода крайне ограниченное применение. Метод чувствителен к планетам с малой массой, вплоть до земной. 
 На сентябрь 2011 года с помощью этого метода было открыто 13 планет[59].
4. Астрометрический метод — метод, основанный на изменении собственного движения звезды под гравитационным воздействием планеты. С помощью астрометрии были уточнены массы некоторых экзопланет, в частности, Эпсилона Эридана b. Будущее этого метода связано с орбитальными миссиями, такими, как SIM.
5. Радионаблюдение пульсаров. Если вокруг пульсара вращаются планеты, то излучаемый пульсаром сигнал имеет осциллирующий характер. Мощные направленные пучки излучения пульсара образуют в пространстве конические поверхности. Если на такой поверхности окажется Земля, тогда возможно зарегистрировать данное излучение. На март 2010 года у двух пульсаров найдено пять планет (3+2).
6. Метод прямого наблюдения — метод получения прямых изображений экзопланет посредством изолирования экзопланет от света их звезды. С помощью метода получено изображение четырёх планет системы HR 8799. Так как метод даёт наилучшие результаты для планет, удалённых от своей звезды на ~10—100 а. е. и горячих из-за тепла, оставшегося после их образования, метод применяется для поиска планет около молодых звёзд[60]. 
Предполагается, что космический телескоп имени Джеймса Уэбба, благодаря огромному зеркалу (диаметром 6,5 м) и высокой разрешающей способности, будет способен напрямую обнаруживать экзопланеты, а также подробно изучать состав их атмосфер[61][62].

## Именование

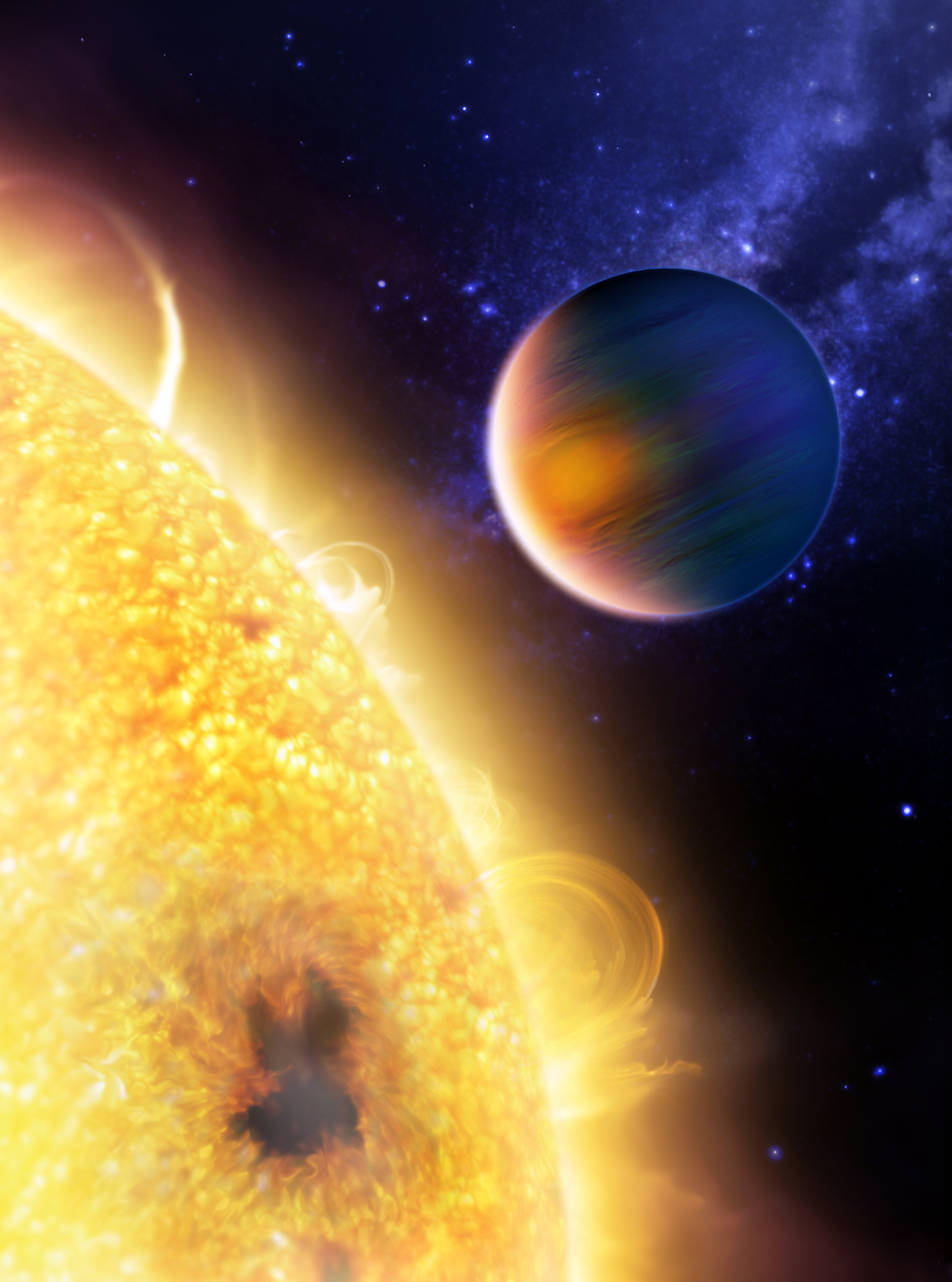
Взгляд художника на планету HD 189733 A b

Открытым экзопланетам в настоящее время присваиваются названия, состоящие из названия звезды, около которой обращается планета, и дополнительной строчной буквы латинского алфавита, начиная с буквы «b» (например, 51 Пегаса b). Следующей планете присваивается буква «c», потом «d» и так далее по алфавиту. При этом буква «a» в названии не используется, так как такое название подразумевало бы собственно саму звезду. Планетам присваиваются названия в порядке их открытия, то есть планета «с» может быть ближе к звезде, чем планета «b», просто открыта она была позднее (как, например, в системе Глизе 876). Если об открытии планет в одной системе объявлено одновременно, то название присваивается в порядке отдаления от звезды.
В названиях экзопланет существовало исключение: до открытия системы 51 Пегаса в 1995 году экзопланеты называли иначе. Первые обнаруженные экзопланеты у пульсара PSR 1257+12 были названы прописными буквами PSR 1257+12 B и PSR 1257+12 C. Кроме того, после обнаружения новой, более близкой к звезде планеты, она была названа PSR 1257+12 A, а не D. Впоследствии эти планеты были переименованы.
Некоторые экзопланеты имеют дополнительные неофициальные «прозвища» (как, например, 51 Пегаса b неофициально названа «Беллерофонт»). В научном сообществе систематическое присвоение официальных личных имён планетам считается непрактичным. Однако в качестве разовой акции в 2015 году Международный астрономический союз провёл всемирное голосование, где выбирались названия для самых известных планетных систем; по его результатам были даны собственные имена 14 звёздам и 31 экзопланете вокруг них.

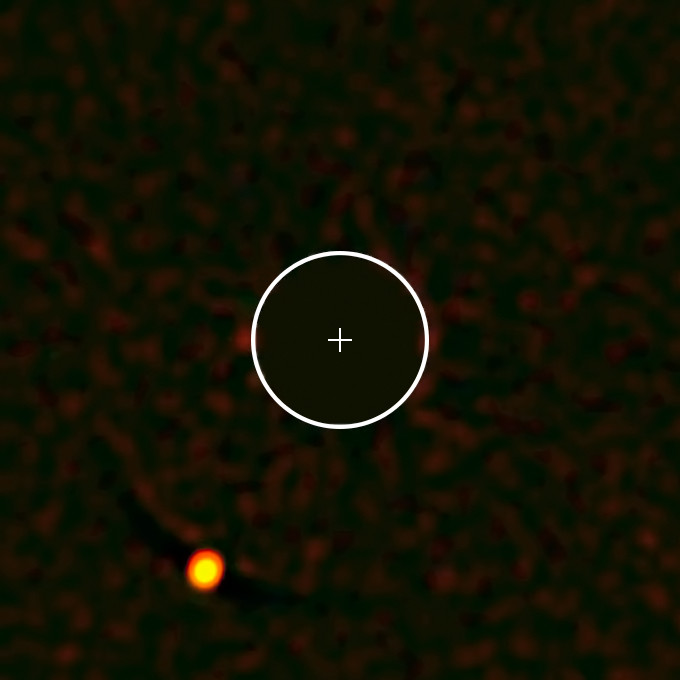
Экзопланета — первая обнаруженная планета вокруг звезды.

Система наименования экзопланет является продолжением системы обозначения кратных звёздных систем, принятой Международным астрономическим союзом (МАС). Для экзопланет, вращающихся вокруг одной звезды, МАС использует обозначение или собственное имя родительской звезды и добавляет строчную букву. Буквы присваиваются в порядке открытия каждой планеты вокруг родительской звезды, так что первая планета, открытая в системе, обозначается как «b» (родительская звезда считается «a»), а последующим планетам присваиваются последующие буквы. Если несколько планет в одной системе открыты одновременно, то ближайшая к звезде планета получает следующую букву, а остальные планеты — в порядке увеличения размера орбиты. Существует временный стандарт, одобренный Международным астрономическим союзом, для обозначения планет с кратной орбитой. Ограниченное число экзопланет имеет официальные названия, одобренные Международным астрономическим союзом. См. также Соглашение об именовании экзопланет.

## Экзопланеты, пригодные для жизни, и обитаемые экзопланеты
Согласно прогнозам учёных, только в галактике Млечный Путь число экзопланет по последним данным[каким?] не менее 300 миллионов. Под обитаемыми планетами подразумевается наличие на них микробов, растений и животных, но не обязательно цивилизаций или иной разумной жизни. Вычисления учёных[каких?] показали, что если в ближайшие десятилетия будет открыта хотя бы одна планета с возможными следами жизни, это будет означать, что в нашей галактике есть и другие подобные миры с вероятностью 95—97 %.

## Свойства экзопланет
Экзопланеты обладают широким спектром свойств, включая массу, радиус, состав, температуру и орбитальную удаленность от звезды.

Предположительные размеры планет типа суперземля, в зависимости от их массы и химического состава. Примеры таких планет: планета-океан, в значительной части состоящая из воды; железная планета, углеродная планета

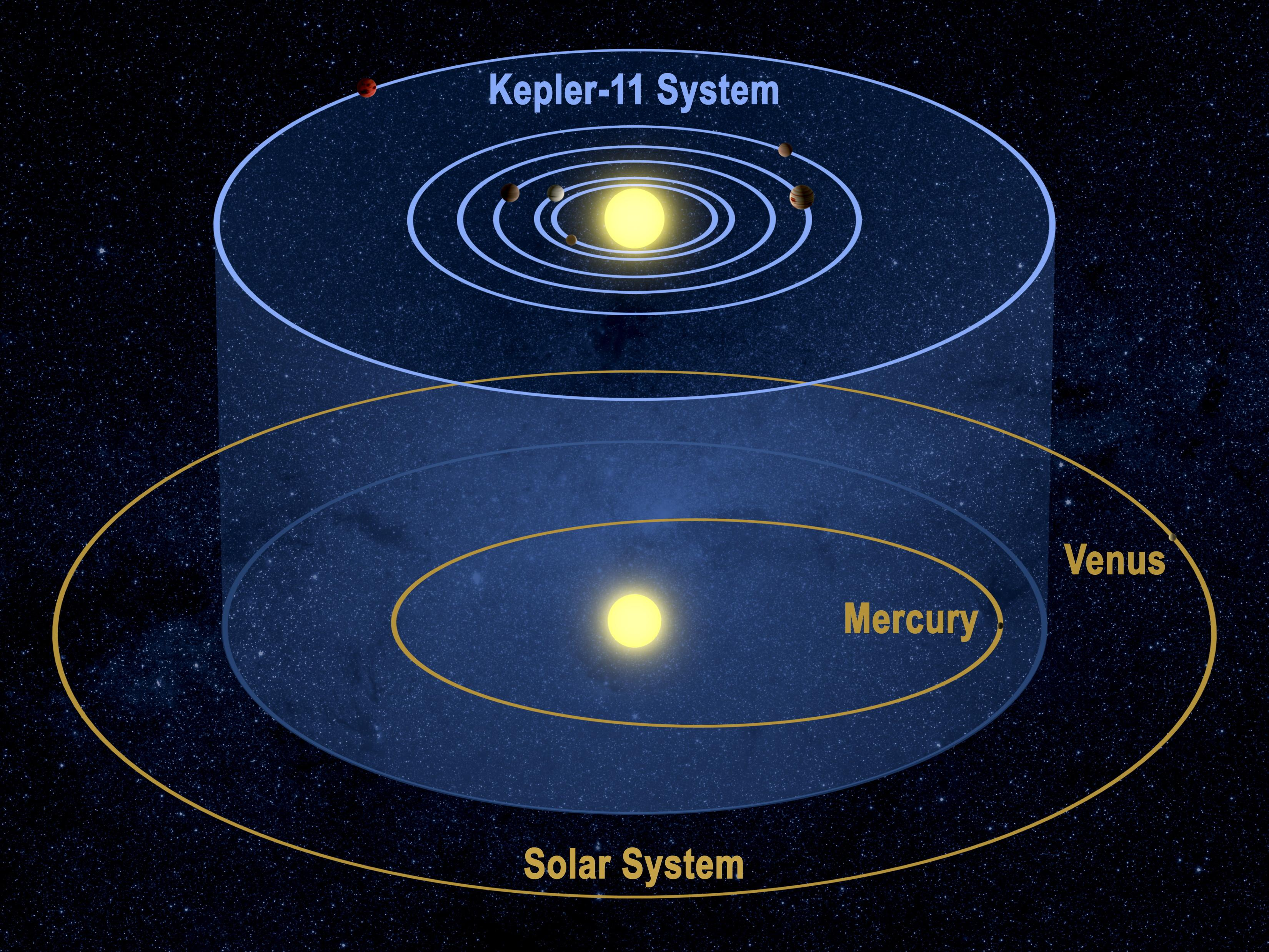
Сравнение системы Kepler-11 с орбитами Меркурия и Венеры

Планеты обнаружены приблизительно у 10 % звёзд, включённых в программы поисков. Их доля растёт по мере накопления данных и совершенствования техники наблюдения.

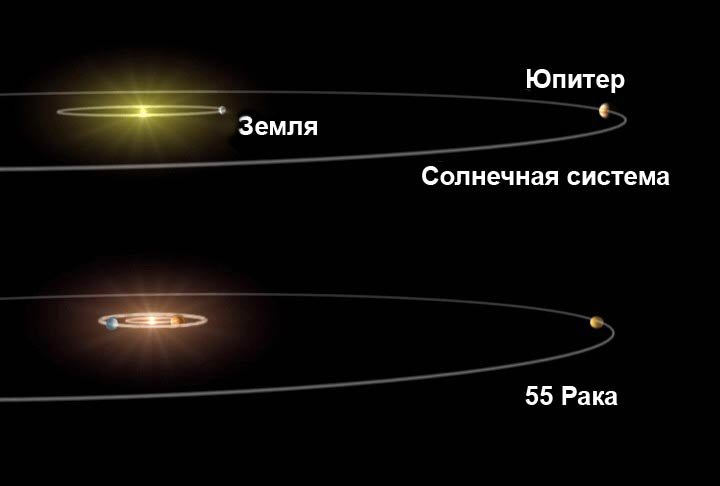
Сравнение Солнечной системы с системой 55 Рака

Поначалу большинством открытых экзопланет были планеты-гиганты (так как планеты других типов обнаружить труднее). Однако к настоящему времени (2012 год) открыто множество планет с массами порядка массы Нептуна и ниже. Из 2326 кандидатов, обнаруженных телескопом «Кеплер», 207 имеют примерно земной размер, 680 имеет размеры суперземли, 1181 — Нептуна, 203 — размер, сравнимый с юпитерианским, и 55 — больший, чем у Юпитера.
Наблюдается зависимость количества планет-гигантов от содержания тяжёлых элементов (металлов) в звёздах. Системы с планетами-гигантами встречаются также преимущественно у звёзд солнечного типа (классов K5-F5), в то время как у красных карликов их доля значительно меньше (у 200 наблюдаемых красных карликов обнаружены пока что только три подобные системы). Последние открытия, сделанные методом гравитационного микролинзирования, говорят о широкой распространённости систем с планетами средней массы типа Урана и Нептуна вместо газовых гигантов. Это в первую очередь относится к маломассивным звёздам и звёздам с низким содержанием металлов.
Для ряда планет получена оценка их диаметра, что позволяет определить их плотность, а также строить предположения относительно наличия массивных ядер, состоящих из тяжёлых элементов. Европейские астрономы под руководством Тристана Гийо (Tristan Guillot) из Обсерватории Лазурного берега (Франция), установили, что при сравнении плотности планет с содержанием металлов в их звёздах имеется определённая корреляция. Планеты, сформированные вокруг звёзд, которые являются столь же богатыми металлом, как наше Солнце, имеют маленькие ядра, в то время как планеты, звёзды которых содержат в два-три раза больше металлов, имеют намного большие ядра.
У экзопланет, движущихся на орбитах с большим эксцентриситетом и состоящих из нескольких слоёв вещества (коры, мантии и ядра), приливные силы могут высвобождать тепловую энергию, которая может способствовать созданию и поддержанию благоприятных для жизни условий на космическом теле, а их орбита, со временем, может эволюционировать в околокруговую.
Наиболее близкой по условиям к Земле экзопланетой, известной на 2021 год, является TOI-700 d, температура на которой, по предварительным оценкам, находится в диапазоне 0—40 °C. Также теоретически возможно, что на этой планете существуют запасы жидкой воды (что подразумевает возможность существования жизни).
Из самых необычных экзопланет — HD 189733b с дождями из раскалённого стекла, CoRoT-7b со снегом из камня, 55 Рака e с водой одновременно в двух состояниях: жидком и газообразном, PSR J1719-1438 b, имеющей на глубине структуру алмаза (почти чисто углеродная планета). NASA к Хэллоуину составила шестёрку «Галактики Ужасов»: уже упоминавшаяся HD 189733b, Tres-2b с глубоким красным свечением, 5 Cancri е с кромешной тьмой на сумеречной стороне и расплавленной лавой на дневной, Полтергейст (PSR 1257 + 12 с) находится среди ядер мёртвых планет, выбрасывает потоки радиации и вращается вокруг погибшего пульсара, Kepler-70b имеет температуру поверхности в 6800 градусов по Цельсию и WASP-12 b — газовый гигант в форме яйца.
Видимая яркость (видимая звёздная величина) планеты зависит от расстояния до наблюдателя, отражательной способности планеты (альбедо) и количества света, получаемого планетой от звезды, что, в свою очередь, зависит от расстояния планеты от звезды и её яркости. Таким образом, планета с низким альбедо, находящаяся близко к своей звезде, может казаться ярче, чем планета с высоким альбедо, находящаяся далеко от звезды.
В 2013 году впервые был определён цвет экзопланеты. Наиболее точно подобранные измерения альбедо HD 189733b показывают, что она имеет насыщенный тёмно-синий цвет. Позже в том же году были определены цвета нескольких других экзопланет, включая GJ 504 b, которая визуально имеет пурпурный цвет, и Kappa Andromedae b, которая при близком наблюдении выглядит красноватой. Ожидается, что гелиевые планеты будут иметь белый или серый цвет.

## Некоторые экзопланетные системы

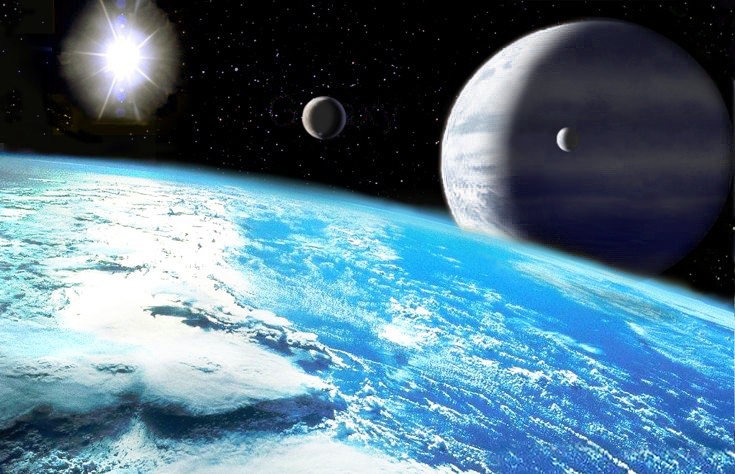
Ипсилон Андромеды d — газовый гигант класса II, содержащий водные облака. Одним из открытых вопросов экзопланетологии является наличие у газовых гигантов массивных лун, способных удержать достаточно плотную атмосферу. До сих пор наблюдений наличия лун сделано не было. В представлении художника вокруг Ипсилон Андромеды d обращается луна, содержащая жидкий океан

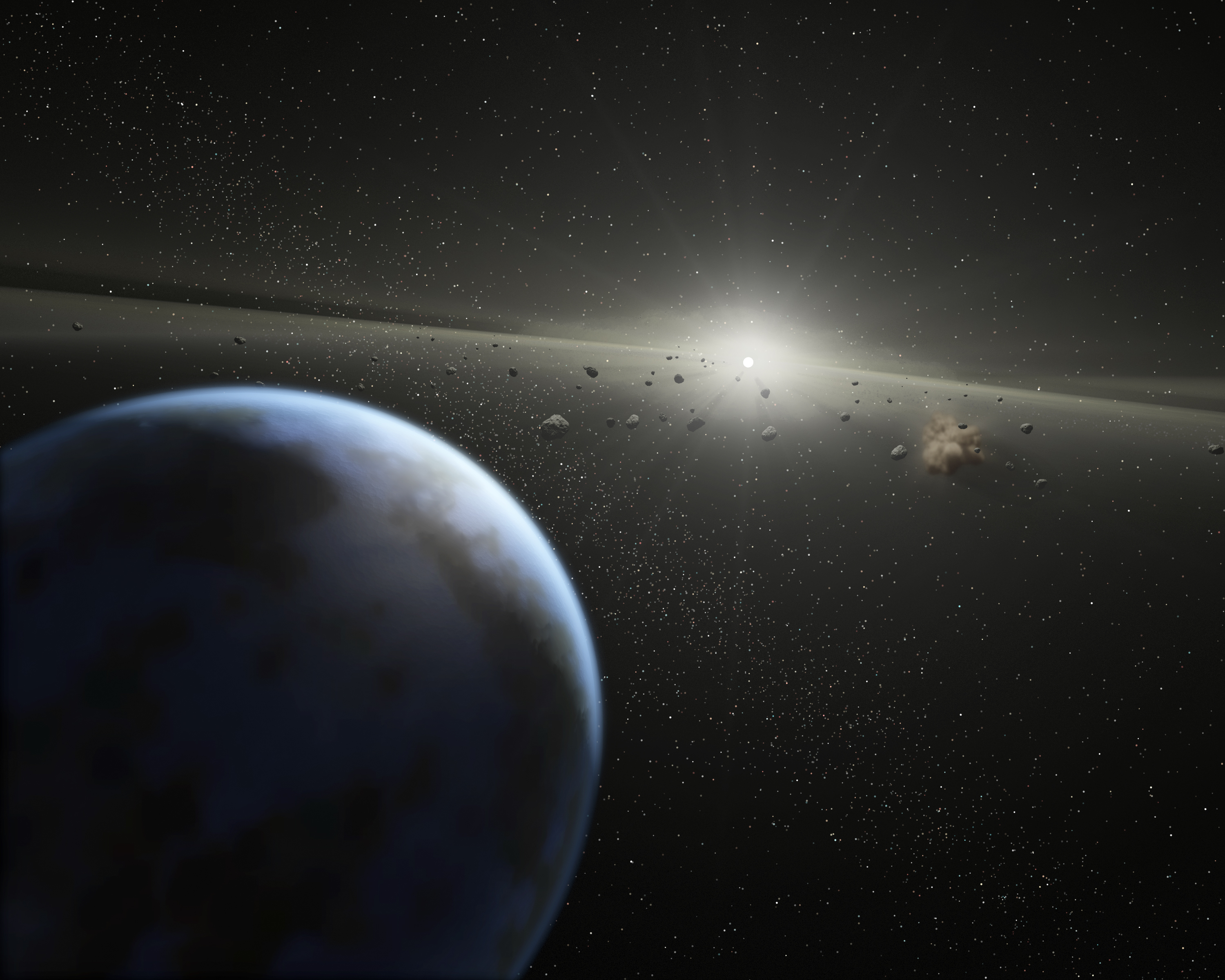
Взгляд художника на планету HD 69830 d, астероидный пояс звезды HD 69830 на заднем плане

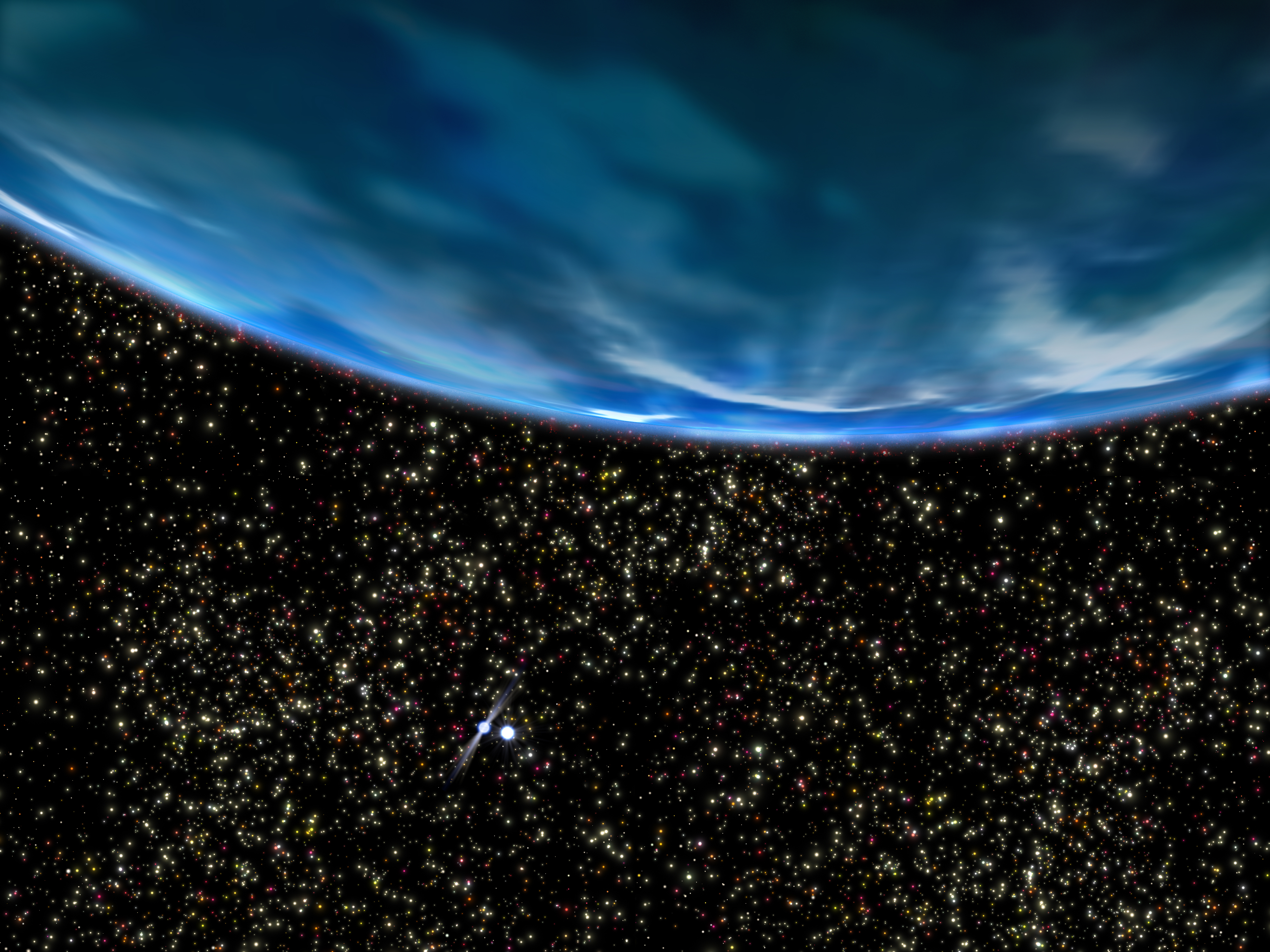
Взгляд художника на планету PSR B1620-26 b, открытую в 2003 году. Планете около 12,7 миллиардов лет, что делает её одной из старейших из известных экзопланет

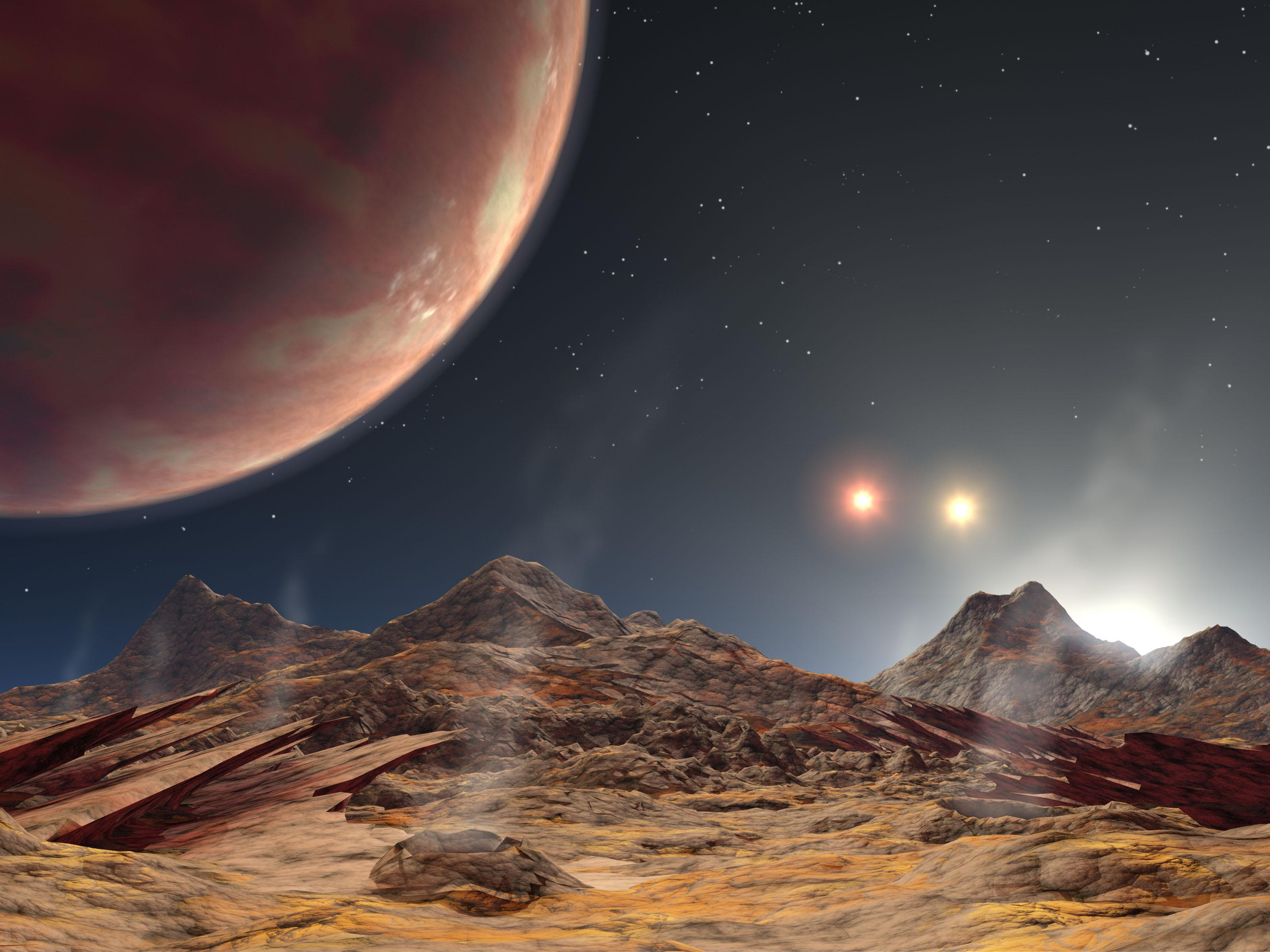
Взгляд художника на закат трёх светил на предполагаемом спутнике планеты HD 188753 A b

Взгляд художника на планету OGLE-2005-BLG-390L b, температура поверхности которой составляет −220 °C. Планета вращается вокруг звезды на расстоянии 20 000 св. лет от Земли и была обнаружена с помощью гравитационного микролинзирования

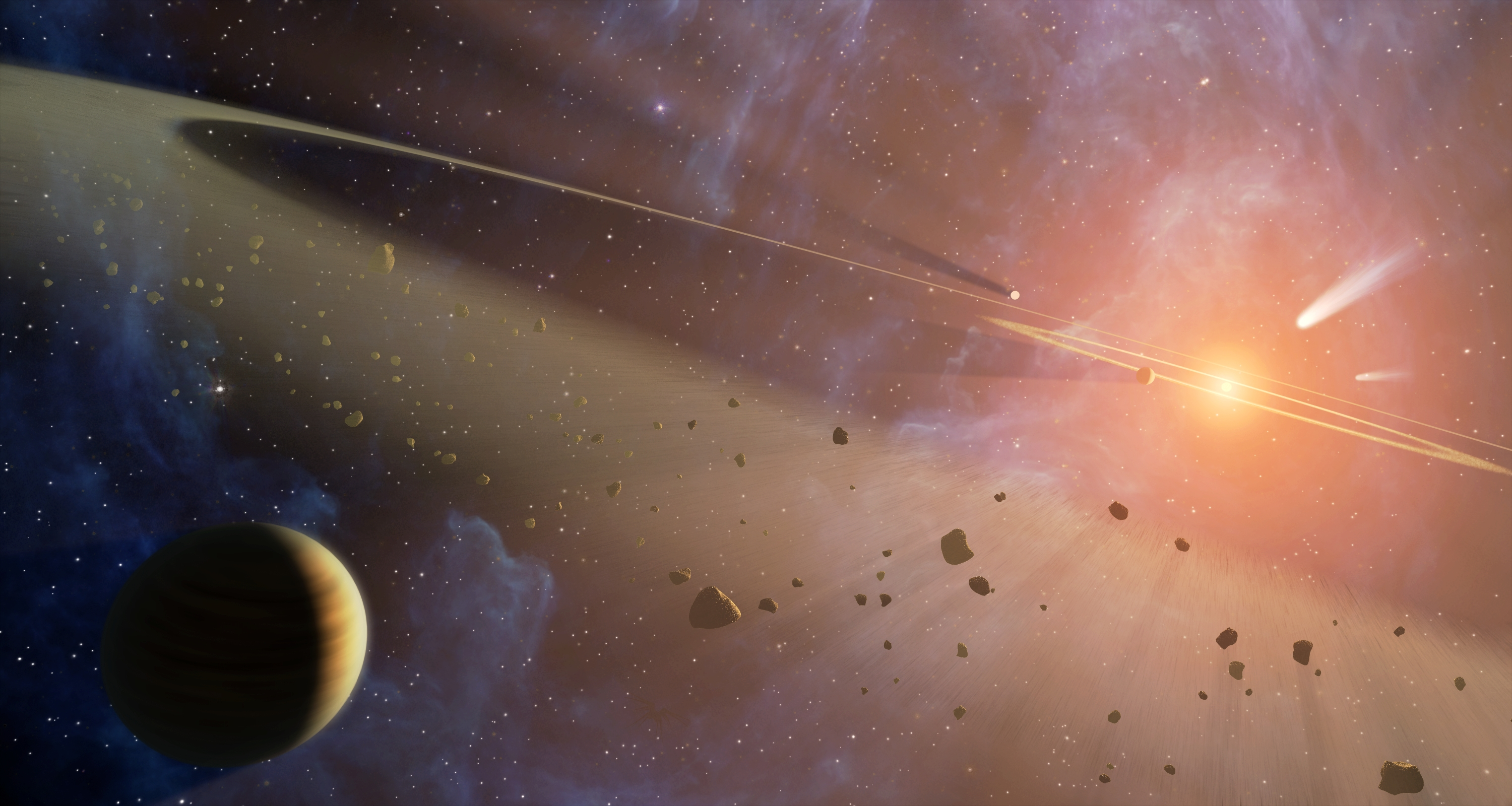
Планетная система ε Эридана в представлении художника

- PSR 1257+12 — пульсар, планетная система которого была первой из обнаруженных за пределами Солнечной системы. Одна из планет пульсара, предположительно, имеет массу всего в 0,025 земной.
- γ Цефея (GJ 803) — первая относительно тесная двойная звезда, у одной из компонентов которой была открыта планета Гамма Цефея A b.
- 51 Пегаса (GJ 882) — первая солнцеподобная звезда главной последовательности, у которой была обнаружена экзопланета.
- ρ1 Рака (55 Рака или GJ 324) — первая звезда главной последовательности у которой была обнаружена многопланетная система. На текущий момент (июнь 2021) известно 5 планет, ближайшая к звезде — 55 Рака e, транзитная горячая суперземля размером 2 земных, орбита 55 Рака f целиком пролегает внутри обитаемой зоны (масса этого «сатурна» — около 48 масс Земли).
- GJ 876 — первый красный карлик, у которого была обнаружена планетная система.
- GJ 581 — другой красный карлик, у которого были обнаружены: GJ 581 c — первая сравнительно маломассивная планета с сравнительно умеренной температурой и GJ 581 e — самая лёгкая (1,88 земных масс) планета, найденная на момент обнаружения.
- GJ 393 b — нетранзитная и лёгкая (1,73 массы Земли) планета у красного карлика с тепловым режимом Меркурия.
- 47 Большой Медведицы (GJ 407) — планетная система, состоящая из трёх холодных юпитеров: 47 Большой Медведицы b, 47 Большой Медведицы c и 47 Большой Медведицы d.
- Проксима Центавра b (GJ 551 b) — планета у ближайшей к Солнцу звезды.
- Звезда Барнарда e (GJ 699 e) — легчайшая из планет, открытых методом лучевых скоростей (в 5,9 раз легче Земли) на 2025 год. Обращается вокруг звезды Барнарда вместе с тремя другими «горячими марсами» несколько большей массы.
- Лаланд 21185 (GJ 411) — третья по близости к Земле многопланетная система из известных; содержит тяжёлый горячий аналог Венеры, аналог Урана и (предположительно) вторую суперземлю за снеговой линией.
- τ Кита (GJ 71) — одна из ближайших обнаруженных компактных многопланетных систем (состоящая, предположительно, минимум из семи планет; открытие пока не подтверждено).
- ε Эридана (GJ 144) — не считая Солнца, это третье светило из ближайших звёзд с планетой, видимое без телескопа; по-видимому, это ближайшая система, похожая на Солнечную.
- ε Индейца b (GJ 845 b) — одна из самых долгопериодических (52 года) планет, найденных методом лучевых скоростей, массивнее Юпитера и лишь немногим теплее Нептуна.
- μ Жертвенника (GJ 691) — звезда, имеющая один из первых подтверждённых экзонептунов — Мю Жертвенника c.
- OGLE-235/MOA-53 — первая экзопланета, обнаруженная благодаря эффекту гравитационного микролинзирования.
- 2M1207 — звезда, изображение планетной системы которой, вероятно, стало первым полученным изображением внесолнечной планетной системы.
- HD 209458 — звезда, вокруг которой вращается одна из самых изученных экзопланет — HD 209458 b («Осирис») — «испаряющаяся планета». Одна из первых планет, открытых методом прохождений (самой первой является OGLE-TR-56 b).
- HD 189733 A b — другой горячий юпитер, ставший первой экзопланетой, для поверхности которой впервые в истории исследования экзопланет была составлена карта температур. В его облачном слое идут осадки из расплавленного стекла, не достигая более нижних ярусов атмосферы.
- Kepler-1 Ab — самая тёмная планета (альбедо меньше 0,025).
- K2-23 (WASP-47) — первая система, в которой классический горячий юпитер имеет близких соседей.
- WASP-12 b — горячий газовый гигант, деформированный приливными силами до формы яйца.
- β Большой Медведицы — самая большая (по радиусу — 45 солнечных) известная звезда, имеющая экзопланету.
- ο Большой Медведицы — самая массивная (3,09 солнечных масс) звезда, имеющая экзопланету.
- Kepler-9 — первая известная система с более чем одной транзитной планетой.
- Kepler-91 b — горячий юпитер у звезды-гиганта, который будет ею поглощён примерно через 55 миллионов лет.
- HD 154345 b (GJ 651 b) — первый двойник Юпитера, обнаруженный в 2008 году.
- HD 16008 b — другой двойник Юпитера, у чрезвычайно похожей на Солнце звезды.
- HD 35850 b (AF Зайца b) — молодой и тяжёлый аналог Юпитера, самая лёгкая из планет (3.6 масс Юпитера) для которой получено прямое изображение (на 2024 год).
- COROT-7 b — первая суперземля (февраль 2009), обнаруженная транзитным методом и имеющая размер в 1,58 размера Земли. Приливно захвачена; дневная сторона покрыта расплавленной лавой, на ночной стороне — вечная темнота.
- GJ 1214 b — первый мининептун, открытый людьми.
- Kepler-10 b — первая железная планета (плотностью 8,8 г/см³).
- Kepler-20 e и Kepler-20 f — первые экзопланеты размером с Землю и меньше. Размеры Kepler-20 e составляют всего 0,87 радиуса Земли, а Kepler-20 f — 1,03 радиуса Земли. Открыты телескопом «Кеплер».
- YZ Кита b, c и d — первые открытые методом лучевых скоростей планеты размером с Землю. Как минимум внутренняя из них имеет магнитное поле, сопоставимое с земным или даже более сильное. Образуют цепочку резонансов 2:3, которая, вероятно, тянется и дальше от родительской звезды.
- Kepler-22 b — первая планета в обитаемой зоне, найденная методом транзитов.
- Kepler-62 e и Kepler-62 f — первые океанические планеты (теоретически).
- Kepler-138 d — экзопланета, обладающая наименьшей (достоверной) массой (около массы Марса) у звезды главной последовательности, из экзопланет, известных на данный момент (июнь 2021). Всего в этой системе минимум четыре планеты, Kepler-138 b и Kepler-138 c содержат значительное количество воды в своём составе (скорее всего, в виде сверхкритической горячей жидкости).
- WASP-17 b — первая обнаруженная планета, которая вращается вокруг звезды на ретроградной орбите — в направлении, противоположном вращению самой звезды.
- WD 0806−661 — самая удалённая от родительской звезды планета, известная на ноябрь 2016 года. Удалена от звезды на 2500 а. е. Для сравнения: планета b Центавра b удалена от двойной системы b Центавра AB на 556 ± 17 а. е.[79], формирующаяся планета у звезды TW Гидры находится на расстоянии 12 млрд км (80 а. е.), газовый гигант у звезды 59 Девы — на расстоянии 6,5 млрд км (43,5 а. е.).
- HD 20782 b — самая эксцентричная из известных экзопланет (температурный режим меняется от температурного режима типичного горячего юпитера до температурного режима Марса).
- NGTS-10 b, TOI-849 b и Kepler-974 c — экзопланеты, обладающие самыми «тесными» орбитами. NGTS-10 b — среди горячих юпитеров, TOI-849 b — среди горячих нептунов, Kepler-974 c — среди горячих планет земного типа. У NGTS-10 b большая полуось 0,0143 а. е. (2 млн км или 5 звёздных радиусов). Kepler-974 c также обладает самым коротким периодом обращения из всех планет у «нормальных» звёзд[источник не указан 1361 день].
- HD 195689 b (KELT-9 b) — самый горячий объект планетарной массы из известных на 2021 год (температура поверхности — 4600 K, что соответствует температуре поверхности среднего оранжевого карлика), обращающийся вокруг звезды спектрального класса B9,5/A0.
- Kepler-167 e — самая холодная из транзитных планет (эффективная температура 131 K).
- Kojima-1L b — холодный нептун у красного карлика, ближайшая из планет открытых методом микролинзирования (429 парсек).
- Kepler-1651 b и Kepler-943 b — первые экзопланеты, открытые «любителями», участниками проекта «Planet Hunters», в результате исследования данных, собранных «профессионалами»[43].
- Kepler-11 — звезда, которая в созвездии Лебедя на расстоянии около 613 парсеков от Солнца, вокруг которой обращается, как минимум, 6 планет.
- ν2 Волка (GJ 582) — самый яркий (виден невооружённым глазом) из имеющих транзитные (с Земли) планеты жёлтых карликов.
- HD 219134 (GJ 892) — ближайшая к земле многотранзитная система (суперземли HD 219134 b и HD 219134 с, всего в системе минимум 5 планет).
- Kepler-42 b, Kepler-42 c и Kepler-42 d — экзопланеты у красного карлика Kepler-42, радиусом 0,78, 0,73 и 0,57 радиуса Земли. Радиус KOI-961 d чуть больше, чем у Марса (0,53 радиуса Земли)[80].
- Kepler-90 — звезда с максимальным числом открытых планет. На июнь 2021 года было обнаружено восемь планет, между Kepler-90 i и Kepler-90 d есть место для девятой.
- Kepler-132 A и B — первая двойная звёздная система (около 400 а. е.) с планетами у обоих компаньонов.
- GJ 725 — ближайшая из известных двойных с планетами у обоих звёзд пары: горячей супервенерой у главной звезды и «землёй» горячее Меркурия у более тусклой звезды.
- Kepler-444 — древняя (11,2 млрд лет) планетная система из субземель[81], в которой пара красных карликов периодически сближается с главным оранжевым на 23,5 а. е.
- K2-33 b — самая молодая из известных экзопланет (возраст менее 9 миллионов лет).
- K2-309 — самая молодая из известных многопланетных систем (возраст существенно меньше 20 миллионов лет).
- K2-112 (TRAPPIST-1) — знаменитая система из семи землеразмерных и сравнительно прохладных планет у очень тусклого и близкого красного карлика, пронизанная сплошной цепочкой резонансов.
- K2-239 — открытая в ходе миссии K2 система у более яркого красного карлика из трёх земель, находящихся в орбитальном резонансе 2:3:4.
- K2-266 A — шестипланетная система позднего оранжевого карлика со странной архитектурой и тесными резонансами. Орбита самой внутренней планеты наклонена к орбитам других планет не менее чем на 15 градусов.
- TOI-4633 Ac — планета, примечательная наименьшим отношением собственной большой полуоси (около 0.83 а.е, близко к внутреннему краю обитаемой зоны) к периастру второй звезды системы (около 4.6 а.е, эксцентриситет двойной очень высокий).
- Kepler-1371 — самая плотноупакованная из известных планетных систем: пять субземель имеют периоды от 2 до 5,5 дней, вся система уместится в окружности почти в 17 раз меньше астрономической единицы[источник не указан 1343 дня].
- GJ 357 — близкая система с транзитной и сильно нагретой «землёй», содержащая минимум три планеты. Обнаружена телескопом TESS.
- HD 86226 c — первая планета, найденная методом транзитов в системе с уже известной планетой — холодным сатурном HD 86226 b, знаменитым также резким уточнением параметров собственной орбиты (по мере накопления новых замеров лучевых скоростей его эксцентриситет упал с 0.73 ± 0.2 до 0.06 ± 0.06).
- HD 23472 — другая находка TESS, оранжевый карлик с пятью планетами; две внутренние меньше Земли и имеют большие железные ядра (подобно Меркурию).
- HD 215152 — найденная с помощью спектрографа HARPS компактная система из четырёх (супер)земель (и с местом для пятой).
- Kepler-16 (AB) b, 34 (AB) b, 35 (AB) b, 413 (AB) b, 1647 (AB) b, 1661 (AB) b, TOI-1338 (AB) b, TIC 172900988 (AB) b — планеты, обращающиеся вокруг пары звёзд как целого.
- Kepler-47 — единственная из известных (на 2021 год) тесных двойных (и имеющая наименьший период среди них), имеющая более чем одну планету.
- K2-18 b и GJ 3053 b — первые планеты в обитаемой зоне (мининептун и каменистая суперземля), в спектрах которых обнаружены линии воды.
- HD 28185 b, HD 564 b, HD 108874 b, HD 188015 b, HD 45364 c, HIP 10245 b, Kepler-553 c, TOI-199 c — гиганты в «зелёной зоне», которые (теоретически) могут иметь обитаемые спутники.
- Kepler-371 d, Kepler-442 b, Kepler-1649 c, K2-72 e, TOI-700 d и e, — экзопланеты (из известных в настоящее время), достаточно схожие с Землёй и имеющие высокую вероятность существования жидкой воды на поверхности.
- M51-ULS-1 b — один из самых экстремальных и самый далёкий кандидат в экзопланеты, предположительно обращающийся вокруг рентгеновской двойной в спиральной галактике Водоворот. Его обнаружение произошло в тот момент, когда он на три часа закрыл собой поток рентгеновского излучения от аккреционного диска вокруг компактного объекта, по мнению учёных являющегося либо чёрной дырой, либо тяжёлой нейтронной звездой[82]. Предполагаемый размер этого объекта, предположительно пережившего взрыв сверхновой, несколько больше Сатурна, а равновесная температура даже несмотря на чрезвычайно длительный период обращения (около 70 лет) и широкую орбиту (более 40 а. е.) достигает 1000 K из-за очень высокой светимости как диска, так и звезды-донора, гиганта раннего спектрального класса B или позднего спектрального класса O.

## Последствия открытия экзопланет
Открытие экзопланет позволило астрономам сделать вывод: планетные системы — явление в космосе чрезвычайно распространённое. До сих пор нет общепризнанной теории образования планет, но теперь, когда появилась возможность подвести статистику, ситуация в этой области меняется к лучшему. Большинство обнаруженных систем сильно отличается от солнечной — скорее всего, это объясняется селективностью применяемых методов (легче всего обнаружить короткопериодичные и/или массивные планеты). В большинстве случаев планеты, подобные Земле, и меньшие по размерам, на данный момент (ноябрь 2023 года), обнаружить возможно только транзитным методом.

### «Закрытие» экзопланет
Заявки об обнаружении экзопланет поступают с XIX века. Некоторые из самых ранних связаны с двойной звездой 70 Змееносца. В 1855 году Уильям Стивен Джейкоб из Мадрасской обсерватории Ост-Индской компании сообщил, что орбитальные аномалии делают «весьма вероятным» наличие «планетного тела» в этой системе. В 1890-х годах Томас Дж. Дж. Си из Чикагского университета и Военно-морской обсерватории США заявил, что орбитальные аномалии доказывают существование темного тела в системе 70 Змееносца с 36-летним периодом обращения вокруг одной из звезд. Однако Форест Рэй Моултон опубликовал статью, доказывающую, что система из трех тел с такими орбитальными параметрами будет крайне нестабильной.
Примерно в то же время, когда велись исследования 61 Лебедя, аналогичные заявления о наличии экзопланет были сделаны в отношении Lalande 21185: Лаланд_21185#Существование_планетной_системы.
В 1950-х и 1960-х годах Питер ван де Камп из Суортмор-колледжа сделал ещё несколько важных заявлений об открытии — на этот раз планет, вращающихся вокруг звезды Барнарда. Сейчас астрономы в целом считают все ранние сообщения об открытии ошибочными.
В 1991 году Эндрю Лайн, М. Бейлс и С. Л. Шемар заявили, что обнаружили пульсарную планету на орбите вокруг PSR 1829-10, используя пульсарные измерения. Это заявление на короткое время привлекло всеобщее внимание, но вскоре Лайн и его команда отозвали его.
Было сделано множество заявлений о том, что у 61 Лебедя может быть планетная система. Кай Странд из обсерватории Спраул в 1942 году заметил крошечные, но систематические отклонения в орбитальном движении 61 Лебедя A и B, что позволило предположить, что вокруг 61 Лебедя A вращается третье тело массой около 16 масс Юпитера. Было сделано ещё множество заявлений, но более поздние наблюдения пока не подтвердили эту гипотезу (подробнее 61_Лебедя#Заявления_об_открытии_планетной_системы).
Тщательное изучение спектра звезды WASP-9 с помощью высокоточного спектрометра HARPS выявило в нём следы второго звёздного спектра. Таким образом, планеты WASP-9 b не существует. Та же участь постигла Альфа Центавра B b — предполагавшуюся планету в ближайшей звёздной системе. Повторный анализ ряда из 459 измерений лучевой скорости звезды Альфа Центавра B показал, что период колебаний величиной 3,26 дня обусловлен особенностями обработки данных.

### Возможные открытия
По состоянию на январь 2020 года миссии НАСА Кеплер и TESS выявили 4374 кандидата в планеты, которые ещё предстоит подтвердить, некоторые из них почти такого же размера, как Земля, и расположены в обитаемой зоне, а некоторые — вокруг звёзд, похожих на Солнце.
В сентябре 2020 года астрономы впервые сообщили о наличии внегалактической планеты M51-ULS-1b, обнаруженной во время затмения яркого рентгеновского источника (XRS) в галактике Водоворот (M51a).

## Классы экзопланет
Сударский выделяет следующие виды экзопланет:
- газовые экзопланеты:
  - холодный юпитер;
  - горячий юпитер;
  - рыхлая планета;
  - холодный нептун;
  - горячий нептун;
  - гелиевая планета;
  - водный гигант;
  - ледяной гигант;
  - супер-юпитер;
  - эксцентрический юпитер;
  - планета-сирота (газовая)
- экзопланеты земного типа:
  - суперземля;
  - мегаземля;
  - миниземля;
  - планета-океан;
  - хтоническая планета;
  - безъядерная планета;
  - железная планета;
  - углеродная планета;
  - планета, покрытая лавой;
  - пустынная планета.
  - планета-сирота (скалистая)
  - супер-Ио
  - супер-Венера

## Каталоги экзопланет
- Архив экзопланет NASA
- Европейская энциклопедия внесолнечных планет